# Stefan Metzdorf

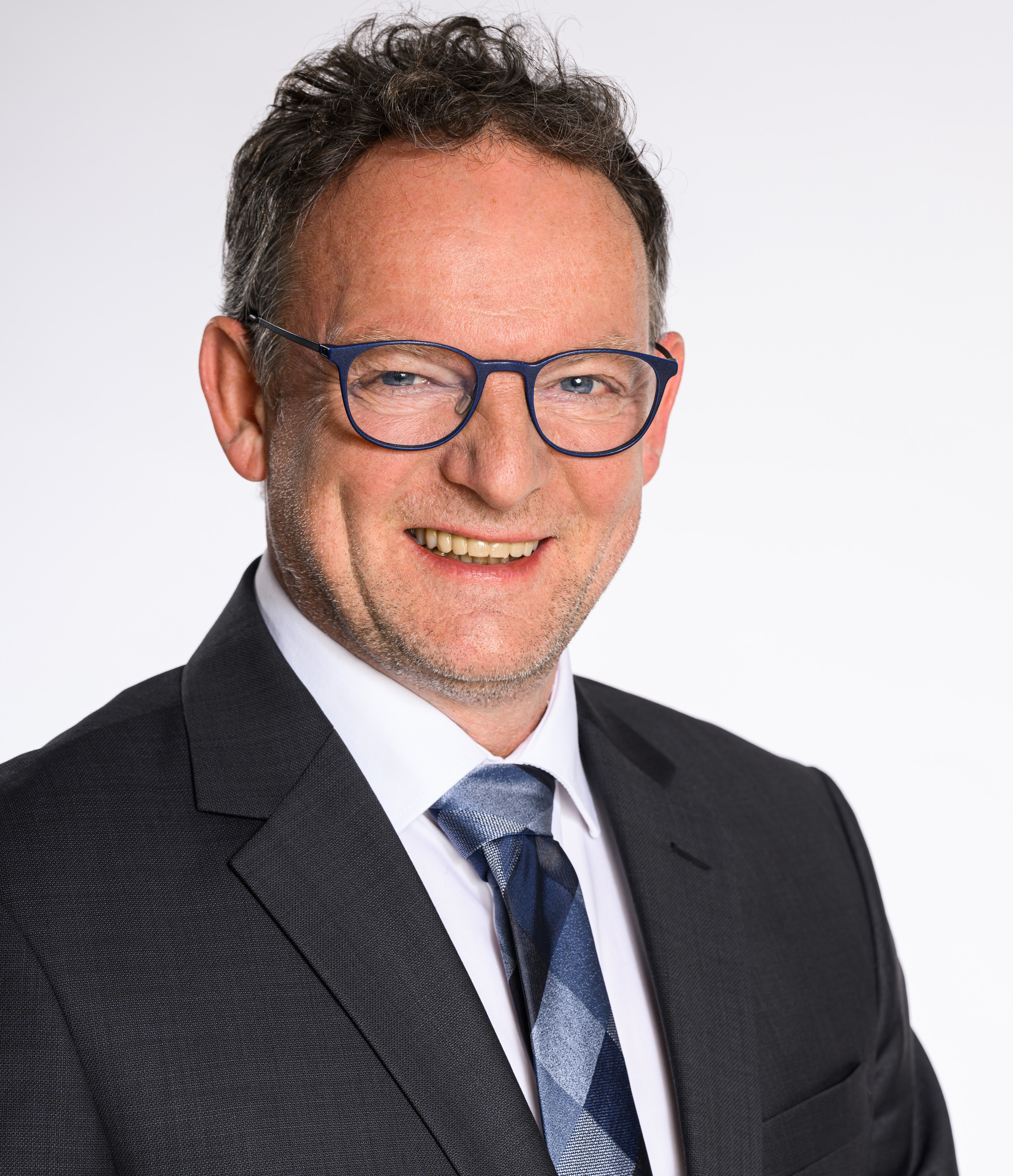
Stefan Metzdorf (2023), Landrat Kreis Trier-Saarburg

Stefan Metzdorf (geb. 1963 in Trier) ist ein deutscher Politiker (SPD). Seit dem 1. Januar 2022 ist er Landrat des Landkreises Trier-Saarburg in Rheinland-Pfalz.

## Leben
Metzdorf wurde von 1978 bis 1981 in Trier als Koch ausgebildet. Durch einen Verkehrsunfall im Dezember 1981 wurde er berufsunfähig. Nach verschiedenen Tätigkeiten erfolgte die Ausbildung als Datenverarbeitungskaufmann an der Universität Trier, wo er von 1990 an beschäftigt war. Spezialisiert war er in dieser Tätigkeit u. a. auf Server-Enterprise-Administration und Digitalisierungsprojekte. Von 1999 bis Ende 2021 war er Inhaber einer Grafik-Design-Agentur und in den Jahren 2017 bis 2018 erfolgte die Ausbildung am Bayerischen Seminar für Politik als Kommunikationstrainer.

## Politik
Metzdorf war von 2006 bis 2019 Mitglied im Gemeinderat der Ortsgemeinde Gusterath und von 2019 bis Ende 2021 Ortsbürgermeister der Ortsgemeinde Gusterath. Ebenfalls war er seit 2009 Mitglied im Verbandsgemeinderat Ruwer, wo er von 2010 bis 2019 SPD-Fraktionsvorsitzender war und von 2019 bis Ende 2021 Erster Beigeordneter der Verbandsgemeinde Ruwer.
Darüber hinaus war er von 2009 bis 2014 ehrenamtlicher Richter am Amtsgericht Trier und von 2015 bis 2021 Mitglied im Präsidium und geschäftsführenden Vorstand (Schatzmeister) der Arbeitsgemeinschaft Trierer Karneval e. V. 1955.
Metzdorf wurde am 10. Oktober 2021 in einer Stichwahl mit 68,3 Prozent der gültigen Stimmen zum Landrat des Landkreises Trier-Saarburg gewählt. Der bisherige Amtsinhaber Günther Schartz (CDU) erhielt 31,7 Prozent. Die Wahlbeteiligung lag bei 46,3 Prozent. Am 1. Januar 2022 erfolgte der Amtsantritt.